# Vzorek
Vzorek je jedna nebo více reprezentativních částí odebraných ze systému v daném čase za účelem získání informací o systému, sloužící často jako základ pro rozhodování o systému nebo o jeho produkci.

## Základní dělení
- Primární vzorek jako výsledek prvotního odebrání jedné nebo více částí ze systému. Z primárního může být vytvořen laboratorní vzorek.

- Laboratorní vzorek je primární vzorek jeho část, připravená k odeslání nebo přijatá laboratoří a určená k měření, nebo výsledek ošetření nebo úpravy primárního vzorku.

- Analytický vzorek je vzorek připravený z laboratorního vzorku, z něhož se mohou odebírat jednotlivé analytické podíly.

Soubor činností vedoucích k odběru vzorku se nazývá vzorkování.

## Další významy
- Vzorek signálu se užívá v elektrotechnice při digitalizaci analogového signálu
- vzorek na pneumatice nebo vzorek na botách, tvarování pneumatiky nebo podrážky